# Nawton
Nawton – wieś w Anglii, w hrabstwie North Yorkshire, w dystrykcie (unitary authority) North Yorkshire. Leży 32 km na północ od miasta York i 308 km na północ od Londynu.